# Cintray (Eure y Loir)
 Cintray  es una población y comuna francesa, en la región de  Centro, en el departamento de Eure y Loir, en el Distrito de Chartres y en el Cantón de Lucé.

## Demografía
| 83 | 101 | 193 | 230 | 273 | 388 |
| Para los censos de 1962 a 1999 la población legal corresponde a la población sin duplicidades (Fuente: INSEE [Consultar]) |     |     |     |     |     |